# Цурцумия, Георгий Александрович
Георгий Александрович Цурцумиа (груз. გიორგი ალექსანდრეს ძე წურწუმია; род. 29 октября 1980, Цаленджиха) — грузинский и казахстанский борец греко-римского стиля, четырёхкратный чемпион Азии (2003—2006), бронзовый призёр чемпионата мира (2003) и серебряный призёр Олимпийских игр (2004). Заслуженный мастер спорта Республики Казахстан.

## Биография
Георгий Цурцумия родился в 1980 году в городе Кутаиси Грузинской ССР. В 1996—2001 годах входил в состав юниорской сборной Грузии, в 2000 году становился чемпионом Европы и мира в возрастной категории до 20 лет.
В 2001 году переехал в Казахстан. Тренировался в «Динамо» (Алматы) у Юрия Мельниченко. Многократно становился чемпионом Казахстана и Азии, победителем и призёром ряда международных турниров. В 2004 году участвовал в Олимпийских играх в Афинах, дошёл до финала этих соревнований, где проиграл известному российскому борцу Хасану Бароеву и завоевал серебряную медаль.

## Награды
- Орден Курмет (2004)[1]